# Vlag van Uri

Vlag van Uri

De vlag van Uri is de vlag van het kanton Uri in Zwitserland. De vlag is vierkant en toont een zwarte stierenkop met een rode tong en een rode neusring op een geel veld. De vlag is sinds de 13e eeuw in gebruik, maar de stier heeft pas sinds de 15e eeuw een neusring. Vastgelegd is dat de zwarte stierenkop van voren zonder nek is afgebeeld en dat zijn tong en neusring rood zijn. De ontwerpers van de vlag mogen zelf de verdere details bepalen, zodat er verschillende ontwerpen in omloop zijn. De zwarte en gele kleuren op de vlag zijn afgeleid van de kleuren van het Heilige Roomse Rijk. De stier is het symbool van Uri, maar is in feite een oeros. Oerossen zijn een uitgestorven bizonsoort die vroeger veel in Uri voorkwamen en daar Urochs werden genoemd. Daar is de naam van het kanton van afgeleid.

Wapen